# Hjortsberga sjö
Hjortsberga sjö är en sjö i Markaryds kommun i Småland och ingår i Lagans huvudavrinningsområde.